# Passages (court métrage québécois, 2008)
Pour les articles homonymes, voir Passages.
Pour plus de détails, voir Fiche technique et Distribution.
Passages est un court métrage réalisé par Marie-Josée Saint-Pierre et paru en 2008. Le film porte sur l'expérience traumatisante qu'a vécue la réalisatrice en lien avec la naissance de son premier enfant.

## Synopsis
Dans ce film en noir et blanc, Marie-Josée Saint-Pierre illustre sa première grossesse et la naissance difficile de son premier enfant. Elle y détaille les conditions dans lesquelles sa fille est née, notamment les soins qu'elle et sa fille ont reçus à l'hôpital, l'attitude du personnel et les suites du dépôt de sa plainte contre l'hôpital où elle a accouché.

## Fiche technique[1]
- Réalisation : Marie-Josée Saint-Pierre
- Scénario : Marie-Josée Saint-Pierre
- Caméra : Kara Blake, Korbett Matthews, Marie-Josée Saint-Pierre
- Effets sonores : Lise Wedlock
- Design sonore : Hugo Brochu
- Montage : Kara Blake, Marie-Josée Saint-Pierre
- Animation : Brigitte Archambault
- Pays d'origine :  Québec
- Genre : Documentaire
- Durée : 24 minutes 41 secondes
- Production : MJSTP Productions
- Distribution : Vidéographe

## Prix et récompenses[2],[3]
- Meilleur film documentaire, Festival international du court métrage de Sapporo (2009)
- Meilleur film d'animation, Festival du film de Brooklyn (en) (2009)
- Prix du public pour meilleur court métrage étranger, Festival international de films de femmes de Créteil (2009)
- Mention spéciale, Expression personnelle et engagement, Festival de film d'Austin (2008)
- Mention honorable, Meilleur Court-métrage canadien, Festival du film de l’Atlantique (2008)
- Mention spéciale, Prix Golden Key, Kassel Dokumentarfilm und Videofest (2008)